# Anaerobutyricum hallii
Anaerobutyricum hallii es una especie de bacteria grampositiva del género Anaerobutyricum. Fue descrita en el año 1974 con el nombre de Eubacterium hallii, y reclasificada en 2018. Su etimología hace referencia al microbiólogo americano Ivan C. Hall. Es anaerobia estricta e inmóvil. Crece de forma individual o en pares, a veces en cadenas, con un tamaño celular de 0,8-1,7 μm de ancho hasta 4,7-25 μm de largo, con aspecto de filamentos. Forma colonias entre blancas y amarillentas, semi opacas, convexas y lisas. Temperatura óptima de crecimiento de 37 °C. Puede fermentar el manitol, a diferencia de Anaerobutyricum soehngenii. Se ha aislado de heces humanas. 